# スキュラ (小惑星)
スキュラ (155 Scylla) またはスキラ は小惑星帯に位置する小惑星。1875年11月8日、ポーラ（現：プーラ）でオーストリアの天文学者、ヨハン・パリサが発見した。
ホメロスの作とされる古代ギリシアの叙事詩『オデュッセイア』に登場する、上半身は美しい女性で下半身は幾つもの犬の頭と足を持つ怪物、スキュラから命名された。
2008年11月に岡山県で掩蔽が観測された。